# Max Bill
Max Bill (ur. 22 grudnia 1908 w Winterthur, zm. 9 grudnia 1994 w Berlinie) – szwajcarski architekt, rzeźbiarz i projektant.

## Życiorys
Po praktyce jako złotnik Bill rozpoczął studia na Bauhausie w Dessau (dziś Dessau-Roßlau). W 1944 r. otrzymał tytuł profesora w szkole artystycznej w Zurychu. Wraz z Inge Scholl założył w 1953 r. Szkołę Projektowania (Hochschule für Gestaltung – HfG) w Ulm działającą do 1968 r., której był dyrektorem w latach 1953-1956. Uczyli go Wassily Kandinsky i Paul Klee.
Tworzył głównie ażurowe konstrukcje z metalowych prętów oparte na wyliczeniach matematycznych.
Jednym z jego bardziej znanych projektów jest tzw. stołek Ulm z 1954 – krzesło, które może być także używane jako element szafki lub stół. Chociaż krzesło to było wspólnym projektem Maxa Billa i Hansa Gugelota, często jest nazywane Stołek Billa, ponieważ pierwszy jego szkic na serwetce z restauracji był autorstwa Billa.
Duża granitowa rzeźba Maxa Billa została odsłonięta obok Bahnhofstrasse (ekskluzywna ulica – pasaż sklepowy) w Zurychu w 1983. Wywołała one spore kontrowersje (jak większość dzieł sztuki współczesnej ustawianych w miejscach publicznych).
W 1987 otrzymał nagrodę Franka J. Malina Leonardo za dorobek życiowy, a w 1993 r. nagrodę Praemium Imperiale za rzeźbę.

## Galeria

Prace Maxa Billa
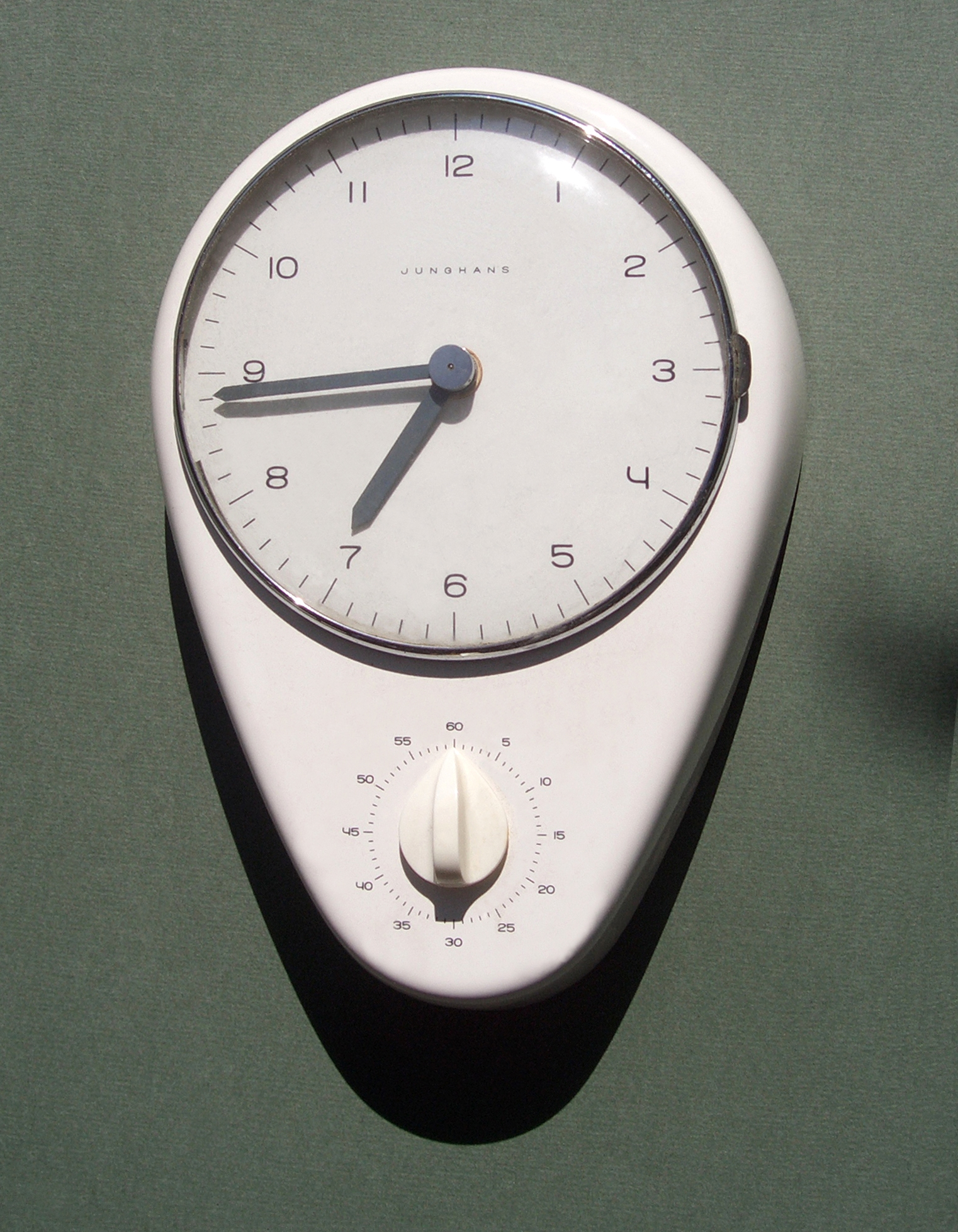
Zegar kuchenny
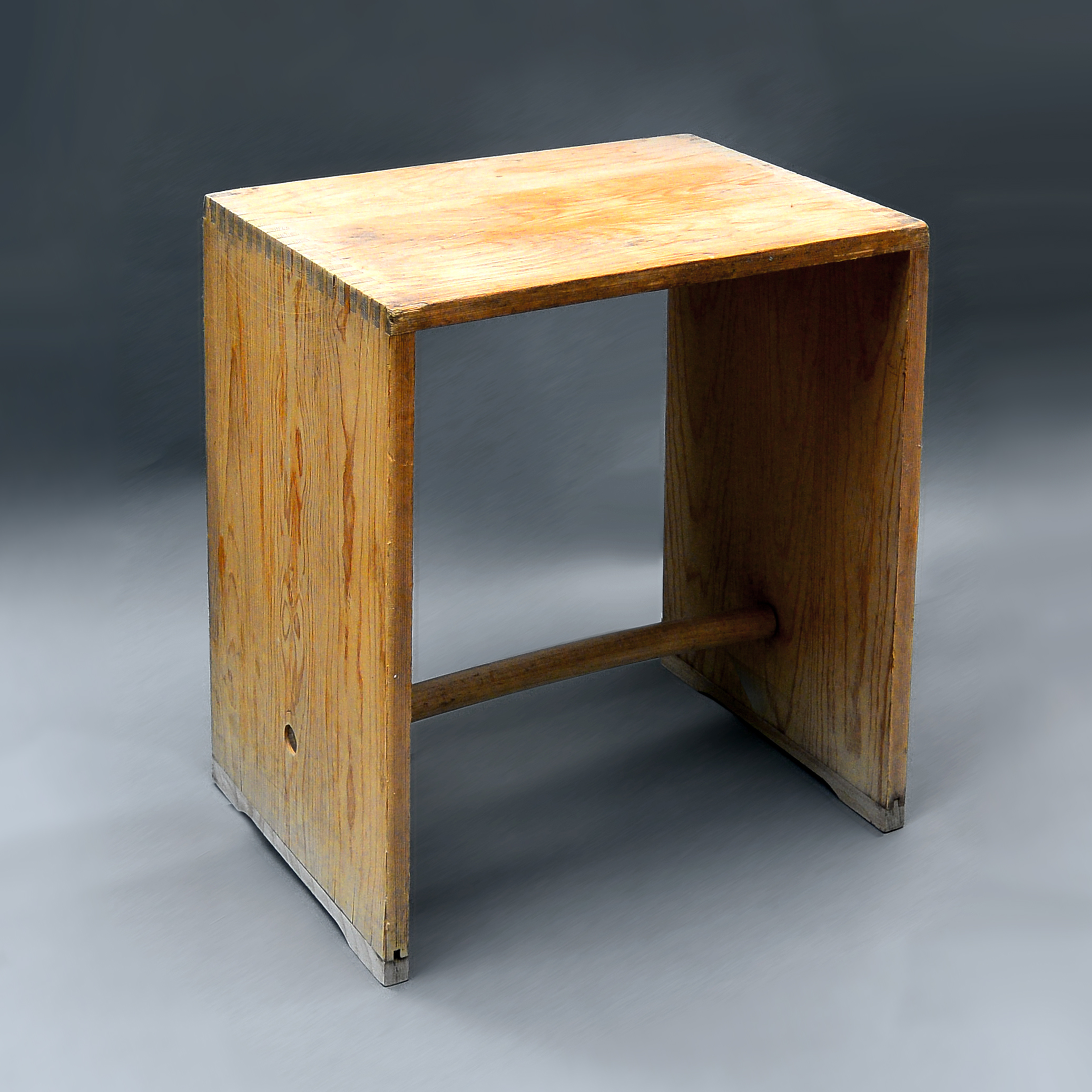
Stołek Ulm
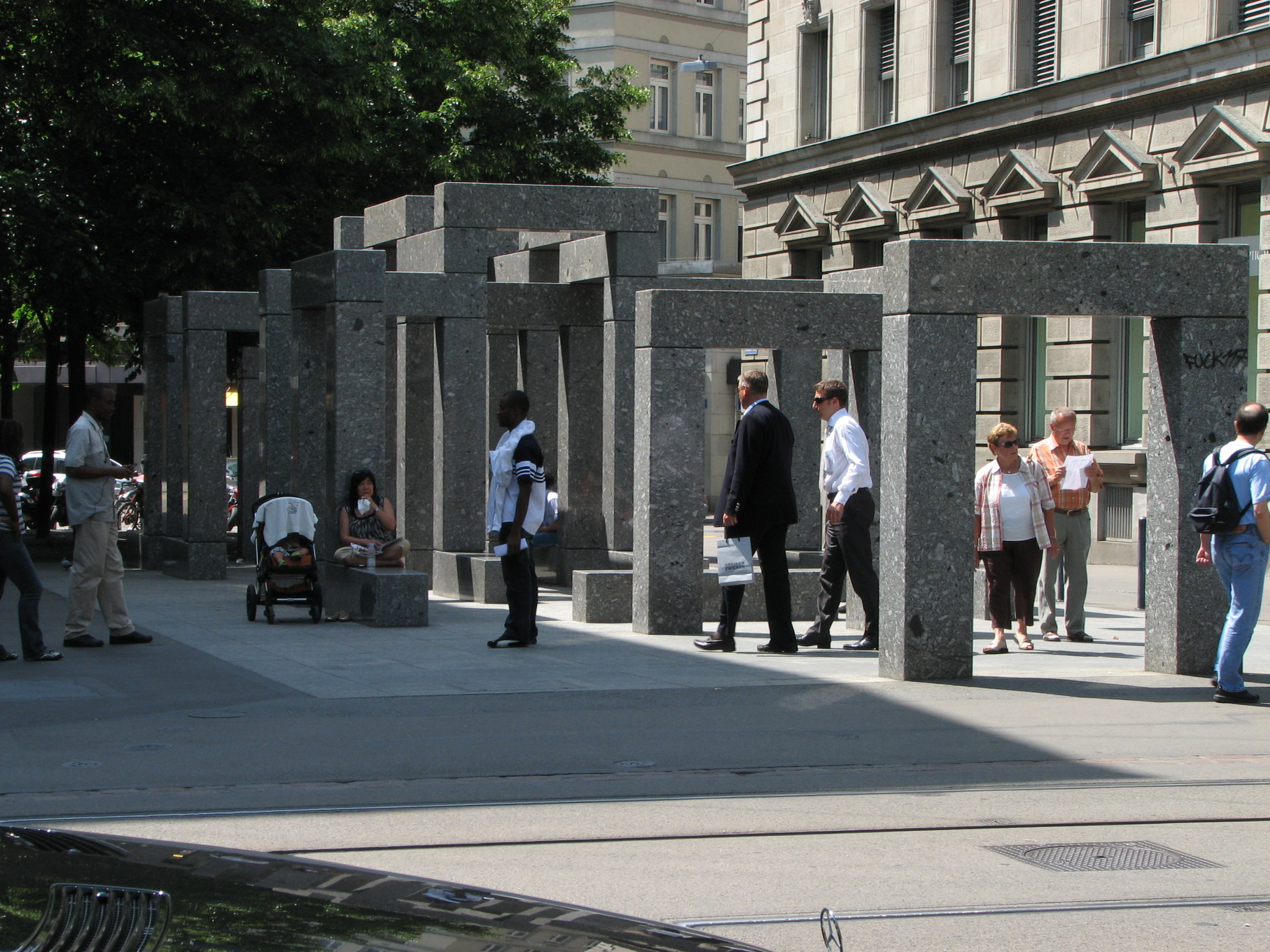
Pavillon-Skulptur w Zurychu